# トリジコン
トリジコン (英語: Trijicon, Inc.) は、アメリカ合衆国のミシガン州ウィクソムに拠点を置く製造企業で、ピストル、ライフル、ショットガンなどの銃器用の照準器を設計および販売している。主にトリチウム光、光ファイバー集光、バッテリー駆動式LEDを利用した光学照準器が専門。
アメリカ軍の請負業者でもあり、ACOGおよびRX01リフレックスサイトを納入している。また、軍・法執行機関・民間市場向けに、ACOG、Reflex、TriPower、AccuPoint、Night Sightsといった製品群を広く提供している。
社名の「トリジコン（Trijicon）」は、同社の照準器で発光に使用される「トリチウム」と、写真や画像を意味する「アイコン」を組み合わせたもので、間の子音「J」は、2つの単語を1つの混成語にするために追加されたものである。また、Trijiconロゴの「iji」のドット部分は、1985年の社名変更当時に製造されていた製品であるBright & Tough Night Sightsの「3ドット」デザインになぞらえたものである。

## 歴史
1981年に、創業者のグリン・ビンドン（Glyn Bindon）によって「Armson USA」として設立された。設立当初の同社は、トリチウムと光ファイバーを使用した南アフリカ製のArmson OEG照準器を輸入・販売する業者であった。1981年に開発され、1983年に発売されたこの照準器は、様々なライフルやショットガンに取り付け可能なマウントシステムを持っていたことで好評を博した。
1985年、ビンドンは会社をトリジコンとして再編し、ピストル用夜間照準器の製造を開始した。1987年には、アメリカ軍が「TA01 4x32 Advanced Combat Optical Gunsight（ACOG）」照準器を採用した。

## 論争
2010年1月18日、アメリカのABCニュースは、トリジコン社がアメリカ軍に納入されたACOGの側面に、聖書の一節からの引用を刻印していると報じた。法曹関係者や宗教団体はこの行為に反発し、トリジコン社は刻印を廃止するとともに、既存製品から刻印を削除するキットを顧客に提供した。